# Farès Ziam
Farès Ziam (Vénissieux, 21 de marzo de 1997) es un artista marcial mixto francés que compite en la categoría de peso ligero del Ultimate Fighting Championship.

## Carrera de artes marciales mixtas

### Inicios
Al comenzar su carrera profesional en MMA en 2014, Ziam acumuló un récord de 10-2 peleando principalmente en la escena regional europea, ganando los campeonatos de peso ligero HIT y LFC en el proceso.

### Ultimate Fighting Championship
Ziam, como reemplazo de Magomed Mustafaev, hizo su debut promocional contra Don Madge el 7 de septiembre de 2019 en UFC 242 en Abu Dhabi. Perdió la pelea por decisión unánime.
Ziam se enfrentó a Jamie Mullarkey el 18 de octubre de 2020 en UFC Fight Night 180. Ganó la pelea por decisión unánime.
Ziam se enfrentó a Luigi Vendramini el 12 de junio de 2021 en UFC 263. Ganó la pelea por decisión mayoritaria.
Ziam estaba programado para enfrentarse a Terrance McKinney el 20 de noviembre de 2021 en UFC Fight Night 198. Sin embargo, uno de los esquineros de McKinney contrajo COVID-19 el día de la pelea y fue descartada. El duelo fue reprogramado y finalmente tuvo lugar en UFC Fight Night 202 el 26 de febrero de 2022. Perdió la pelea por estrangulamiento trasero desnudo en el primer asalto.
Ziam se enfrentó a Michal Figlak el 3 de septiembre de 2022 en UFC Fight Night 209. Ganó la pelea por decisión unánime.
Ziam se enfrentó a Jai Herbert el 22 de julio de 2023 en UFC por ESPN+ 82. Ganó la pelea por decisión unánime.
Está previsto que Ziam se enfrente a Claudio Puelles el 24 de febrero de 2024 en UFC Fight Night 237.

## Récord en artes marciales mixtas
| Récord profesional | Récord profesional | Récord profesional |
| 19 peleas          | 15 victorias       | 4 derrotas         |
| ------------------ | ------------------ | ------------------ |
| Nocaut             | 5                  | 0                  |
| Sumisión           | 4                  | 3                  |
| Decisión           | 6                  | 1                  |

| Resultado | Récord | Oponente          | Método                        | Evento                                        | Fecha                    | Ronda | Tiempo | Localización     | Notas |
| --------- | ------ | ----------------- | ----------------------------- | --------------------------------------------- | ------------------------ | ----- | ------ | ---------------- | ----- |
| Victoria  | 15–5   | Claudio Puelles   | Decisión (dividida)           | UFC Fight Night: Moreno vs. Royval 2          | 24 de febrero de 2024    | 3     | 5:00   | Ciudad de México |       |
| Victoria  | 14–4   | Jai Herbert       | Decisión (unánime)            | UFC Fight Night: Aspinall vs. Tybura          | 22 de julio de 2023      | 3     | 5:00   | Londres          |       |
| Victoria  | 13–4   | Michal Figlak     | Decisión (unánime)            | UFC Fight Night: Gane vs. Tuivasa             | 3 de septiembre de 2022  | 3     | 5:00   | París            |       |
| Derrota   | 12–4   | Terrance McKinney | Sumisión (rear-naked choke)   | UFC Fight Night: Makhachev vs. Green          | 26 de febrero de 2022    | 1     | 2:11   | Las Vegas        |       |
| Victoria  | 12–3   | Luigi Vendramini  | Decisión (mayoría)            | UFC 263                                       | 12 de junio de 2021      | 3     | 5:00   | Glendale         |       |
| Victoria  | 11–3   | Jamie Mullarkey   | Decisión (unánime)            | UFC Fight Night: Ortega vs. The Korean Zombie | 18 de octubre de 2020    | 3     | 5:00   | Abu Dabi         |       |
| Derrota   | 10–3   | Don Madge         | Decisión (unánime)            | UFC 242                                       | 7 de septiembre de 2019  | 3     | 5:00   | Abu Dabi         |       |
| Victoria  | 10–2   | Yassine Belhadj   | Sumisión (guillotine choke)   | European Beatdown 5                           | 2 de febrero de 2019     | 3     | 1:05   | La Louvière      |       |
| Victoria  | 9–2    | Julio Matos       | Decisión (unánime)            | European Beatdown 4                           | 13 de octubre de 2018    | 3     | 5:00   | Mons             |       |
| Victoria  | 8–2    | Abner Lloveras    | KO (golpe)                    | HIT Fighting Championship 5                   | 10 de marzo de 2018      | 2     | 0:24   | Zúrich           |       |
| Victoria  | 7–2    | Alexey Valivakhin | TKO (puñetazos y codazos)     | WWFC 8                                        | 27 de septiembre de 2017 | 1     | 3:01   | Kiev             |       |
| Victoria  | 6–2    | Artem Tanshyn     | TKO (codazos)                 | Road To WWFC 4                                | 29 de abril de 2017      | 1     | 3:18   | Kiev             |       |
| Derrota   | 5–2    | Haotian Wu        | Sumisión (rear-naked choke)   | Kunlun Fight MMA 7                            | 15 de diciembre de 2016  | 1     | 3:41   | Pekín            |       |
| Victoria  | 5–1    | Damien Lapilus    | KO (patada en la cabeza)      | Lyon Fighting Championship 7                  | 19 de noviembre de 2016  | 1     | N/A    | Lyon             |       |
| Derrota   | 4–1    | Viskhan Magomadov | Sumisión (rear-naked choke)   | ACB 46                                        | 24 de septiembre de 2016 | 1     | 3:58   | Olsztyn          |       |
| Victoria  | 4–0    | Laïd Zerhouni     | Sumisión (rear-naked choke)   | Gladiator Fighting Arena 3                    | 5 de marzo de 2016       | 2     | 2:32   | Nimes            |       |
| Victoria  | 3–0    | Jean Dutriaux     | Sumisión (arm-triangle choke) | 100% Fight 27                                 | 4 de febrero de 2016     | 1     | 1:50   | París            |       |
| Victoria  | 2–0    | Dominic Yeo       | TKO (puñetazos)               | WSFC 3: The Third Strike                      | 28 de noviembre de 2015  | 2     | 4:58   | Dornbirn         |       |
| Victoria  | 1–0    | Guerra Mathias    | Sumisión (armbar)             | Lyon Fighting Championship 4                  | 22 de noviembre de 2014  | 1     | 4:12   | Lyon             |       |